# Nørre Voldgade

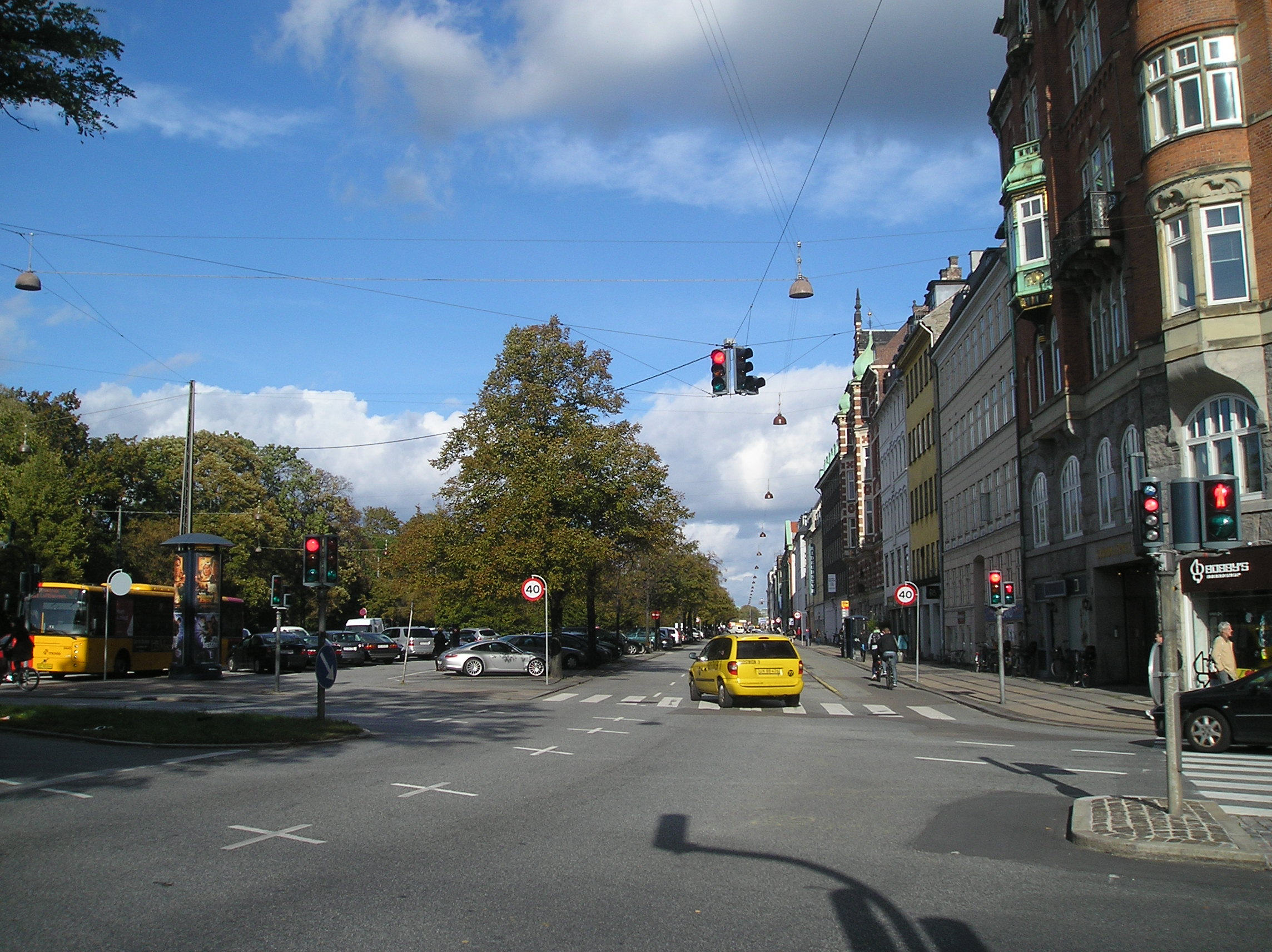
Nørre Voldgade vista da Jarmers Plads.

Nørre Voldgade, (in italiano: Strada dei Bastioni Nord), è una grande e ampia arteria situata nel centro storico della città di Indre By a Copenaghen.

## Posizione e accesso
La Nørre Voldgade si trova tra H.C. Andersens Boulevard e Gothersgade. Corre lungo il lato nord del quartiere latino di Copenaghen, dove si trova l'Università di Copenaghen.
La pedonale Fiolstræde, che ospita la Biblioteca universitaria di Copenaghen, conduce alla Nørre Voldgade.
Su questa strada corre una linea di tram. La Nørre Voldgade serve la stazione di Nørreport, la stazione più trafficata della metropolitana di Copenaghen.

## Storia

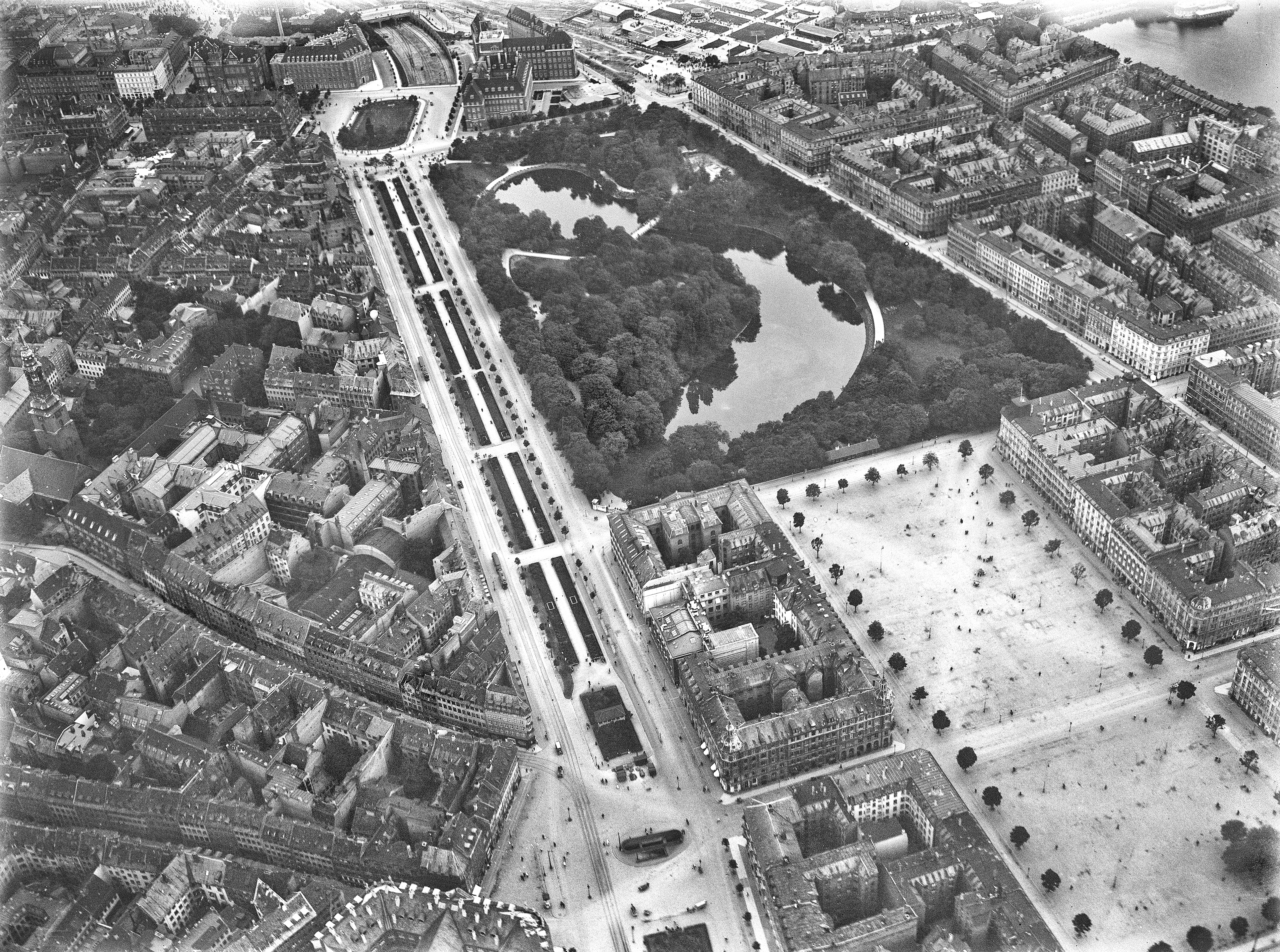
Vista aerea di Nørre Voldgade tra il 1893 e il 1924.

In precedenza, quando i bastioni di Copenaghen erano ancora eretti, Nørre Voldgade era uno stretto cunicolo lungo i bastioni. Con la demolizione delle fortificazioni, la Nørre Voldgade è stata ampliata per diventare questa vasta arteria stradale. Costituisce un viale circolare con Øster Voldgade e Vester Voldgade che prende il posto dei vecchi bastioni della capitale. La Torre Jarmers è l'unico residuo della posizione delle antiche fortificazioni.